# Delfshavense Schie
La Delfshavense Schie est un canal néerlandais situé à Rotterdam, dans la province de Hollande-Méridionale. Elle relie la Schie à Overschie (plus précisément, le croisement des quatre Schies) à la Nouvelle Meuse à Delfshaven.

## Histoire
En 1389, la ville de Delft se voyait octroyer par le comte Albert Ier de Hainaut les droits de creuser un canal de liaison entre la Schie et la Merwede (aujourd'hui la Nouvelle Meuse). À l'endroit où ce canal croisait la Schielands Hoge Zeedijk et où le canal se jetait dans la Merwede, Delft a pu fonder son propre port, appelé Delfshaven.
La raison principale du souhait de la ville de Delft de posséder sa propre liaison par voie navigable, était qu'elle ne voulait être dépendante de Rotterdam ou de Schiedam pour son commerce et donc de sa connexion avec la Merwede. Avant la construction de la Delfshavense Schie, les bateaux en provenance de Delft devait obligatoirement passer par la Rotterdamse Schie ou la Schiedamse Schie. 
En 1933, on a réalisé une nouvelle connexion entre la Delfshavense Schie et la Nouvelle Meuse, par le Coolhaven et les écluses Parksluizen. La connexion historique à travers le vieux centre de Delfshaven a été interrompu lors de la fermeture de l'écluse Ruigeplaatsluis.

## Situation actuelle
De nos jours, le Delfshavense Schie est la plus importante liaison fluviale entre la Delftse Schie et la Nouvelle Meuse. La Rotterdamse Schie a été comblée en grande partie et la Schiedamse Schie n'est guère utilisée par les transporteurs professionnels. 
Dans la zone industrielle de Spaanse Polder, on a créé plusieurs ports de garage dans les années 1940. Ces ports de garage ne sont guère utilisés : les entreprises du Spaanse Polder s'approvisionnent essentiellement par la route.
Le Delfshavense Schie joue également un rôle important dans l'évacuation des eaux des régions de Schieland et Delfland.

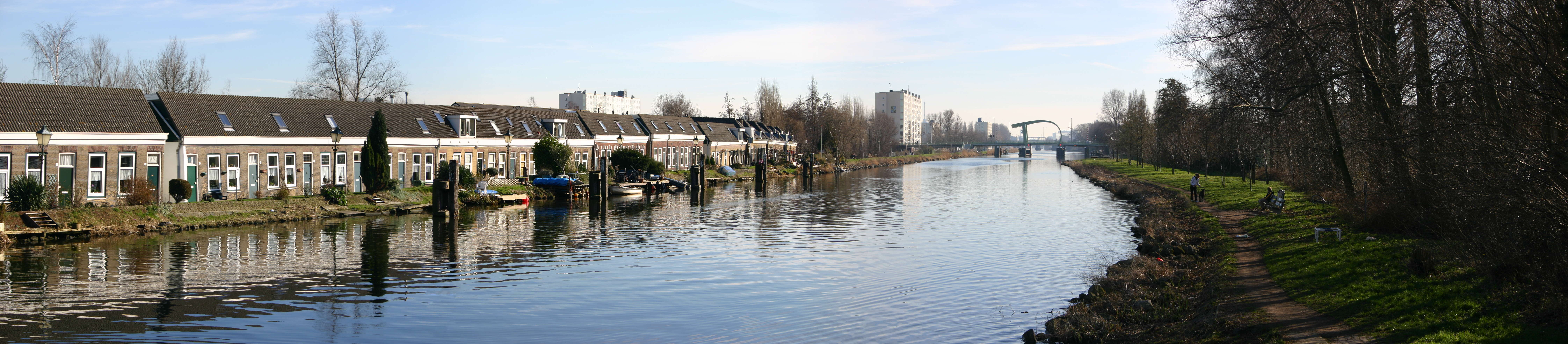
Delftshavense Schie dans Overschie